# Leucanitis rada
Leucanitis rada är en fjärilsart som beskrevs av Jean Baptiste Boisduval 1848. Leucanitis rada ingår i släktet Leucanitis och familjen nattflyn. Inga underarter finns listade i Catalogue of Life.